# Skúli Jón Friðgeirsson
Skúli Jón Friðgeirsson (30 luglio 1988) è un calciatore islandese, difensore del Gefle e della Nazionale islandese.

## Carriera

### Club
Dal 2005 al 2011 è stato in forza al KR Reykjavik uno dei club più titolati d'Islanda militante nella massima serie del paese.
Nel 2012 si è trasferito all'Elfsborg, ma in due anni ha collezionato solo 5 presenze in campionato, tutte frutto del primo anno di permanenza.
Nel 2014 inizia la stagione in prestito al Gefle, ma in estate lo stesso club lo acquista a titolo definitivo.

### Nazionale
Ha effettuato la trafila nelle nazionali giovanili del suo paese, con l'Under 21 ha partecipato all'europeo di categoria del 2011 dopo aver preso parte alle qualificazioni della stessa. Conta tre presenze nella nazionale maggiore del suo paese.

## Palmarès
- Coppa d'Islanda: 2

KR: 2010, 2011
- Coppa di Lega islandese: 3

KR: 2005, 2010, 2019